# DFSK Motor
Dongfeng Sokon Automobile (известная во всём мире как DFSK Motor) — совместное предприятие Dongfeng и Seres Group, созданное 27 июня 2003 года. В настоящее время она полностью принадлежит Seres.
DFSK производит микровэны, коммерческие бортовые грузовики, легковые автомобили под брендом Xiaokang и внедорожник под брендами Fengguang («Фэнгон» на английском языке) и Glory. Производство DFSK осуществляется на четырёх различных заводах, два из которых расположены в Хубэй Шиянь и два в Чунцин.

## Продукция

### Fengon
'Fengon (или DFSK Glory для зарубежных рынков), ранее известный как Dongfeng Fengguang (东风风光), — суббренд компании Seres, производящей легковые автомобили. Основанный в 2008 году бренд Fengon ориентирован на доступные компактные минивэны и внедорожники. Раньше это был совместный бренд с Dongfeng Group, но в 2022 году он был полностью приобретен Seres Group. Бренд Fengon начал заменять прежний логотип Dongfeng и заменять его собственным логотипом Fengon в моделях после приобретения.

#### Текущая модель[3]

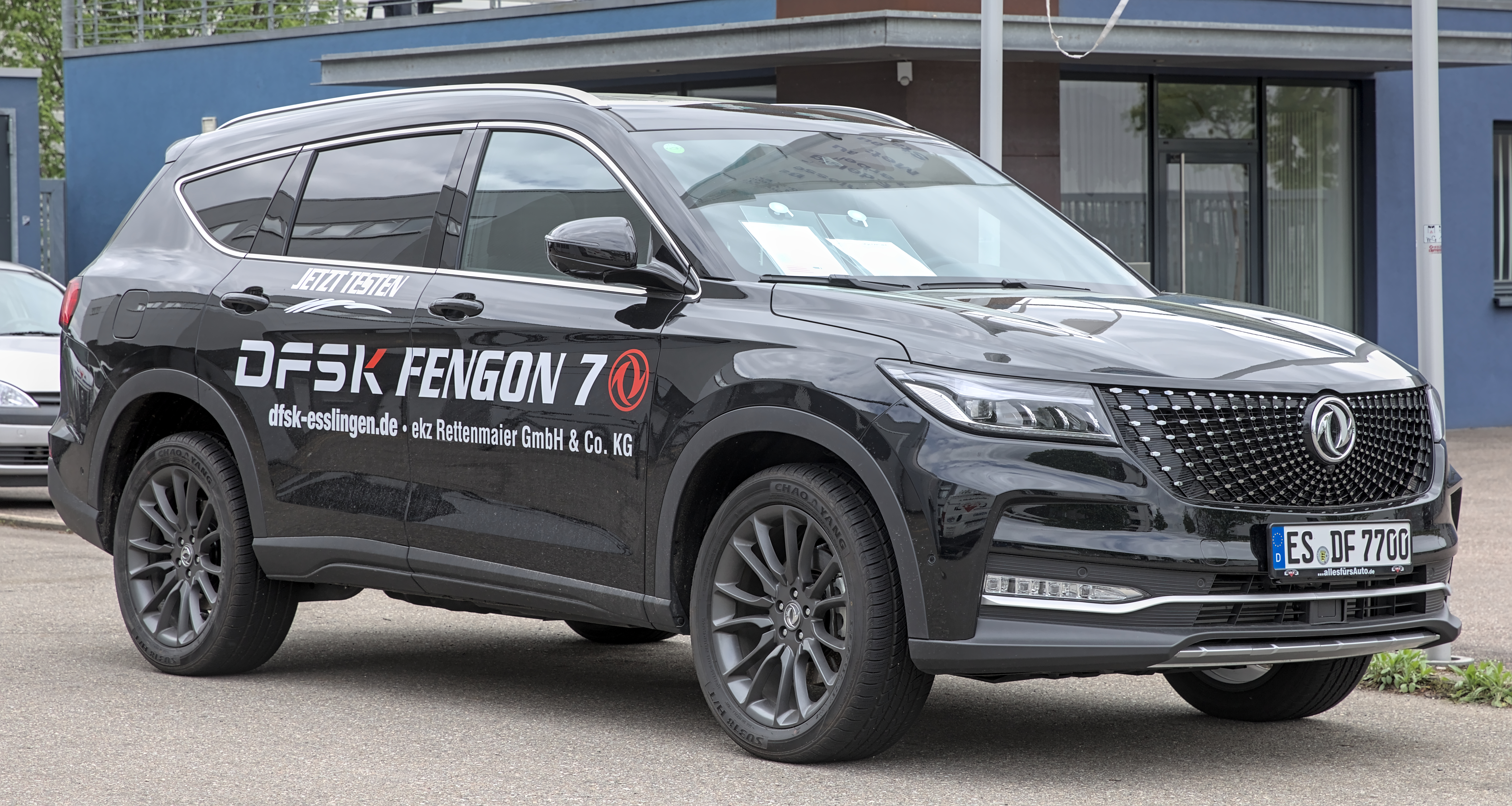
Fengon Mini EV (2022 – настоящее время), городской автомобиль
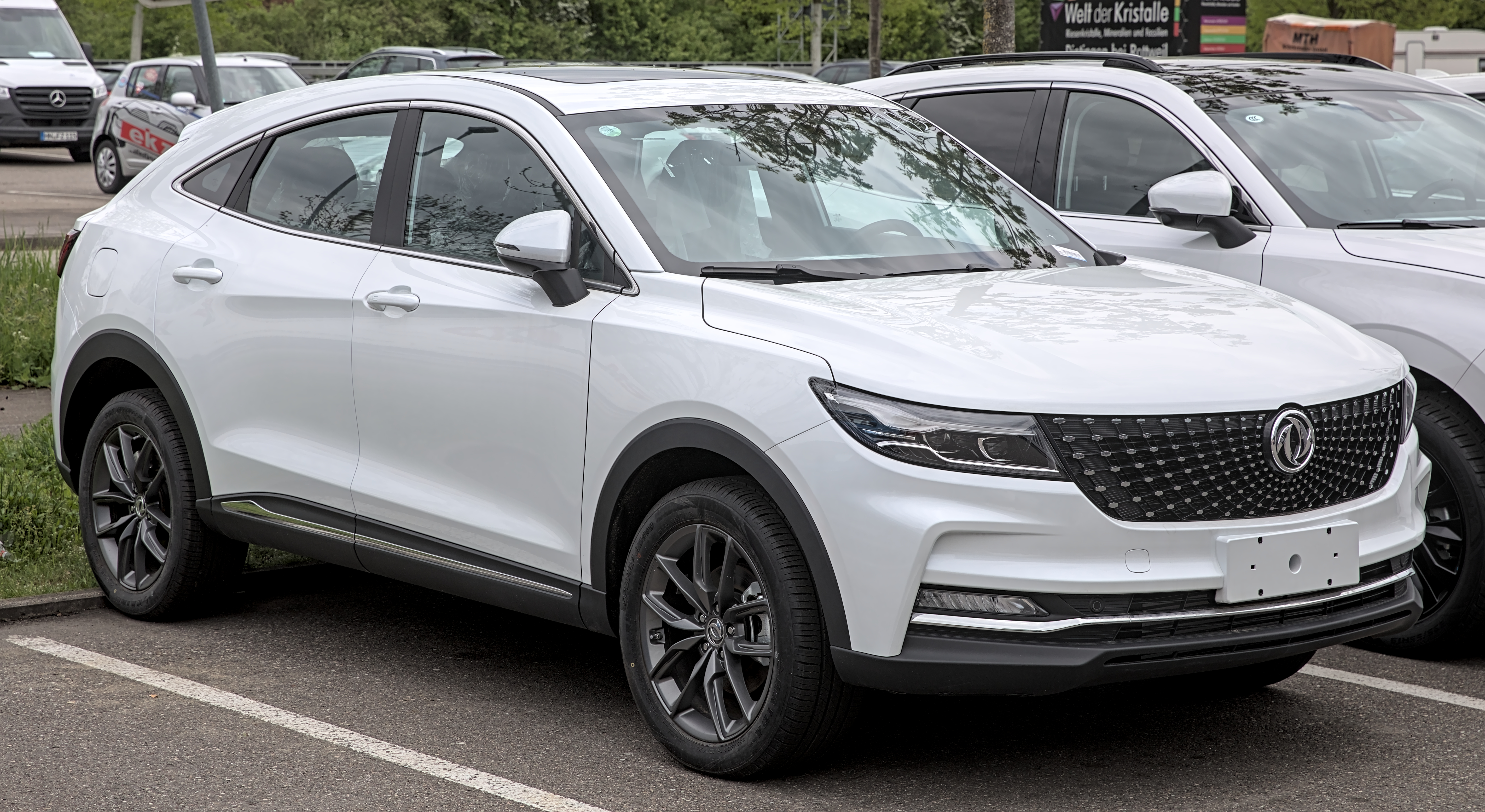
Fengon ix5 (2019 – настоящее время), компактный внедорожник
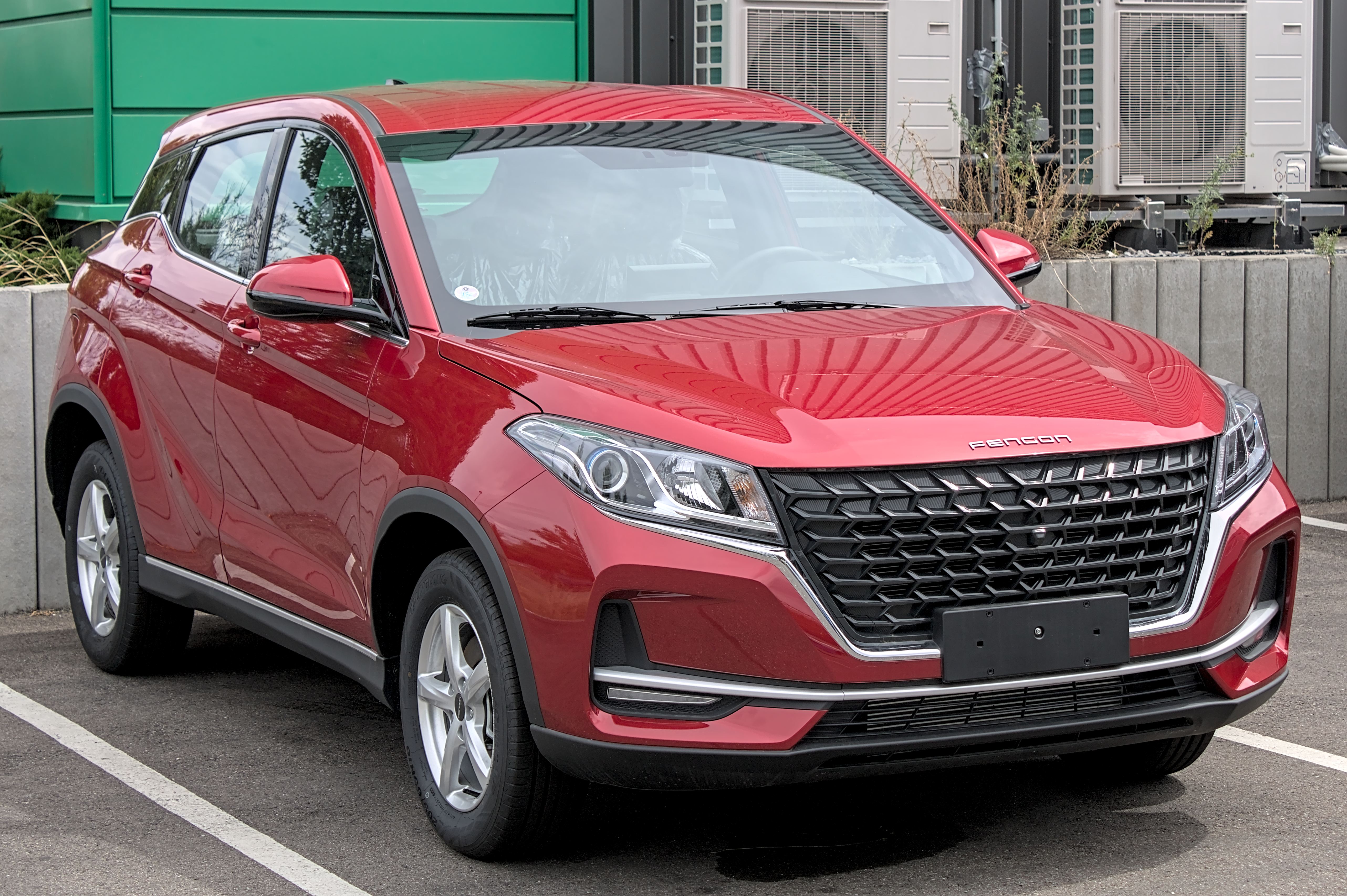
Fengon ix7 (2020 – настоящее время), внедорожник среднего размера
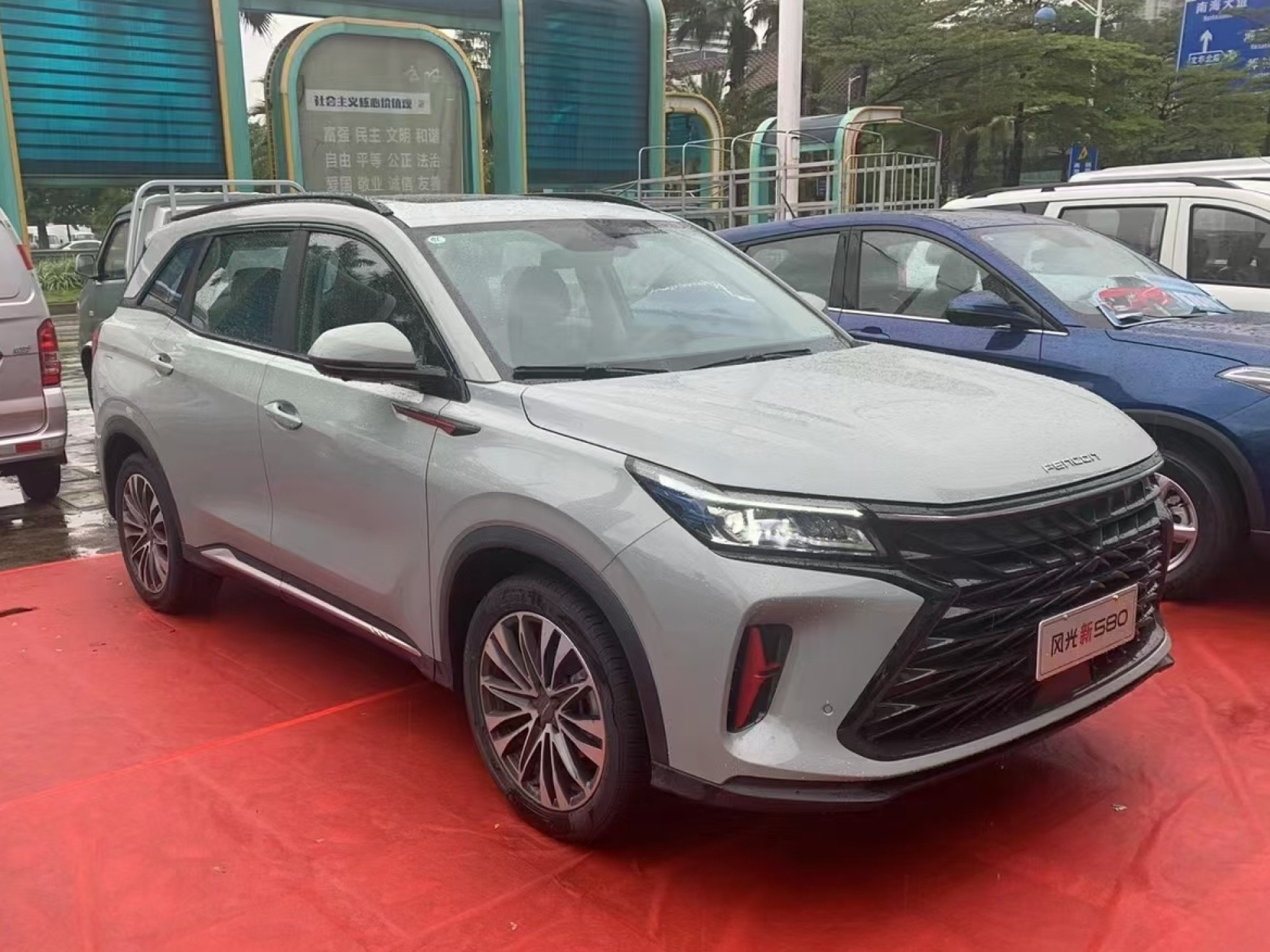
Fengon 580 (2016 – настоящее время), внедорожник среднего размера.
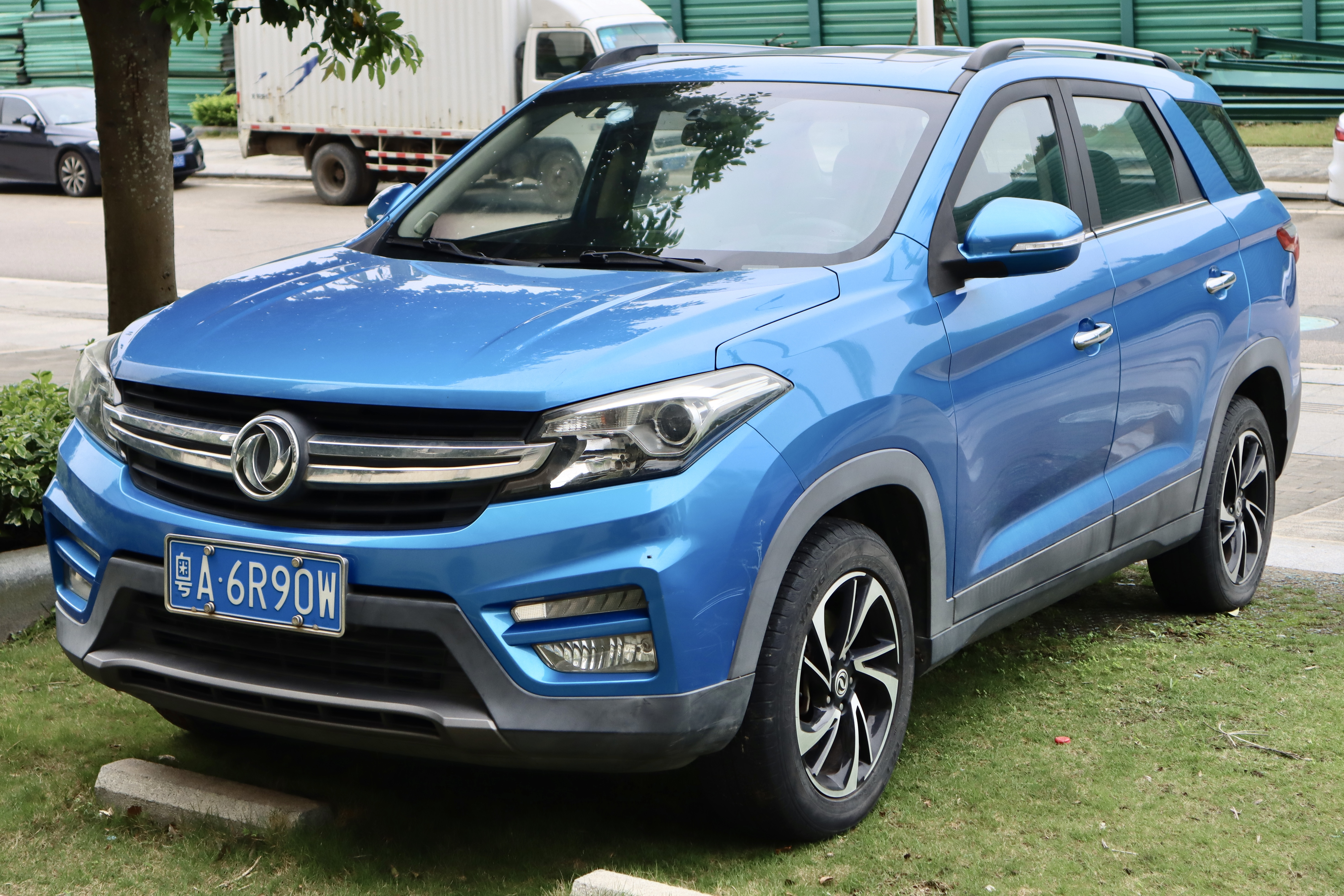
Fengon 500 (2019 – настоящее время), малолитражный внедорожник
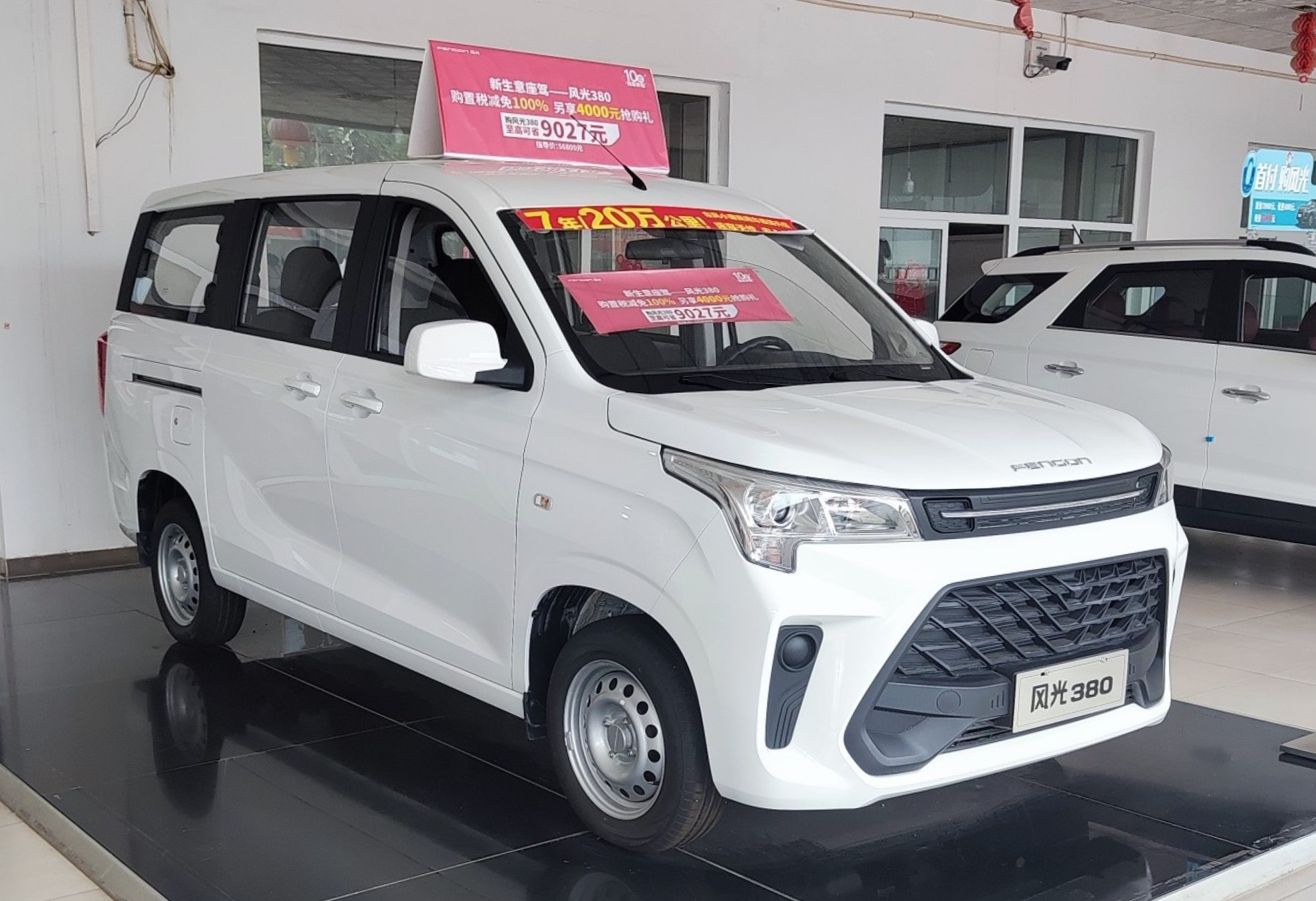
Fengon S560 (2017 – настоящее время), компактный внедорожник
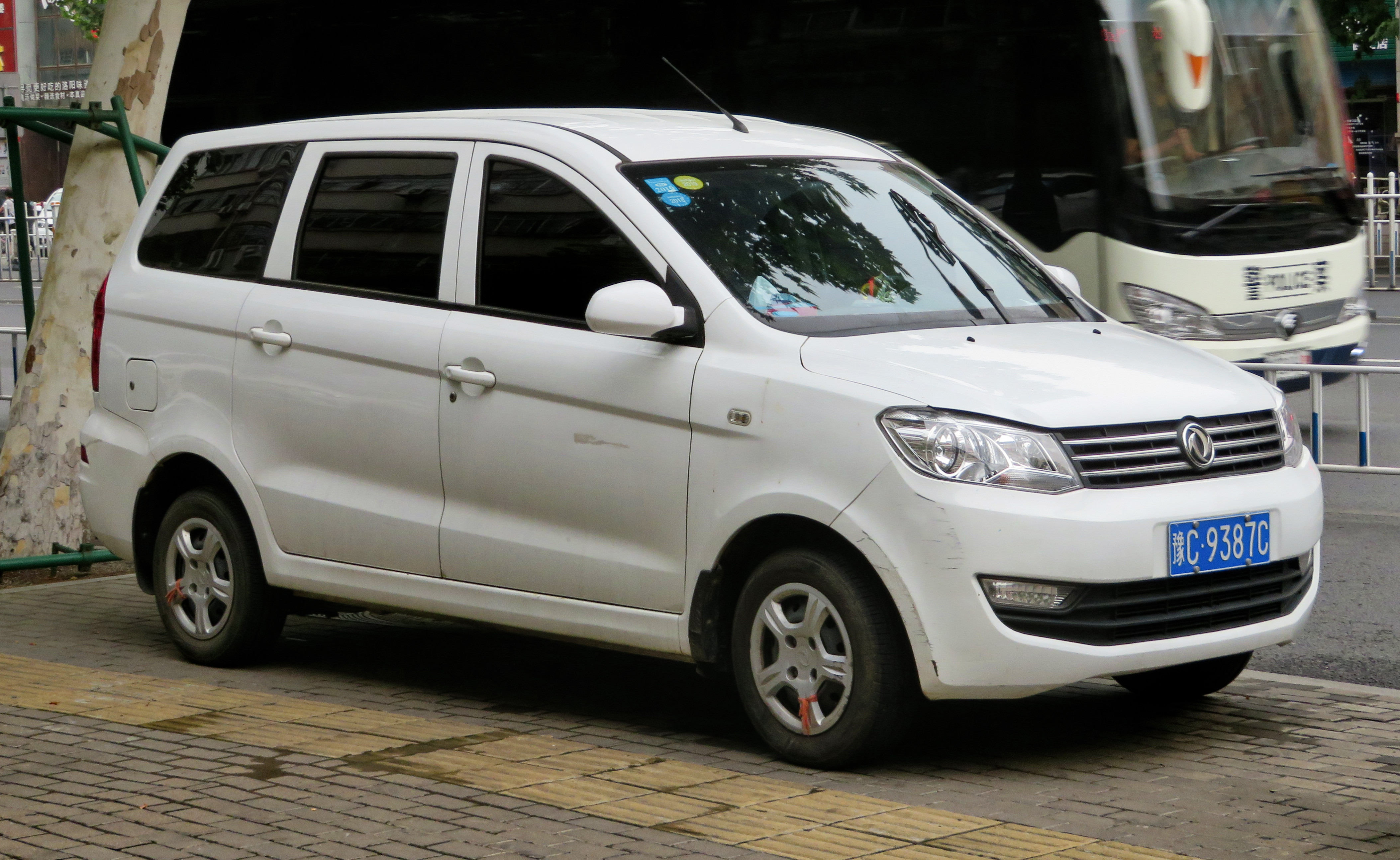
Fengon 380/E380 (2022 – настоящее время), компактвэн
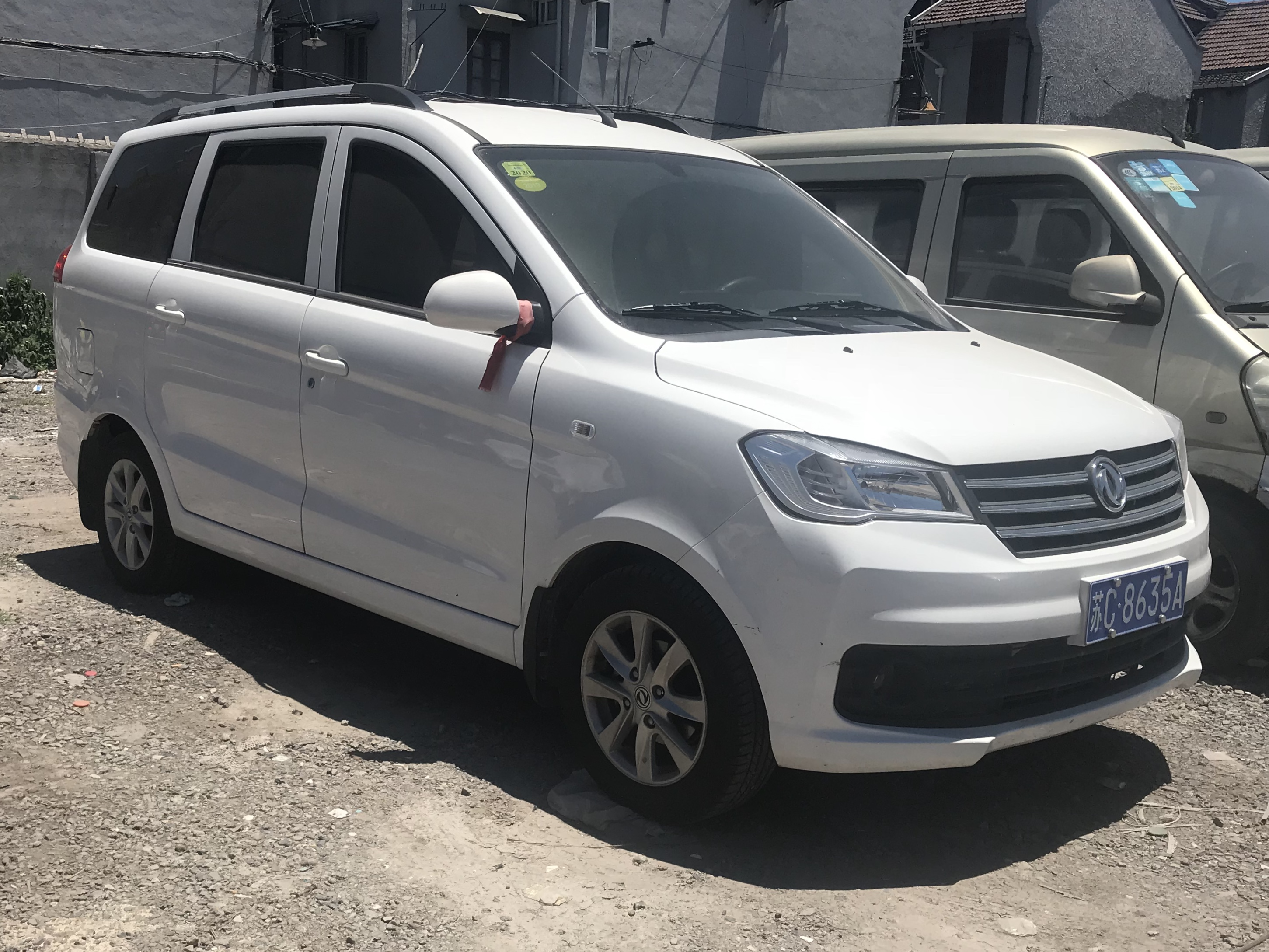
Fengon 330S (2019 – настоящее время), компактвэн
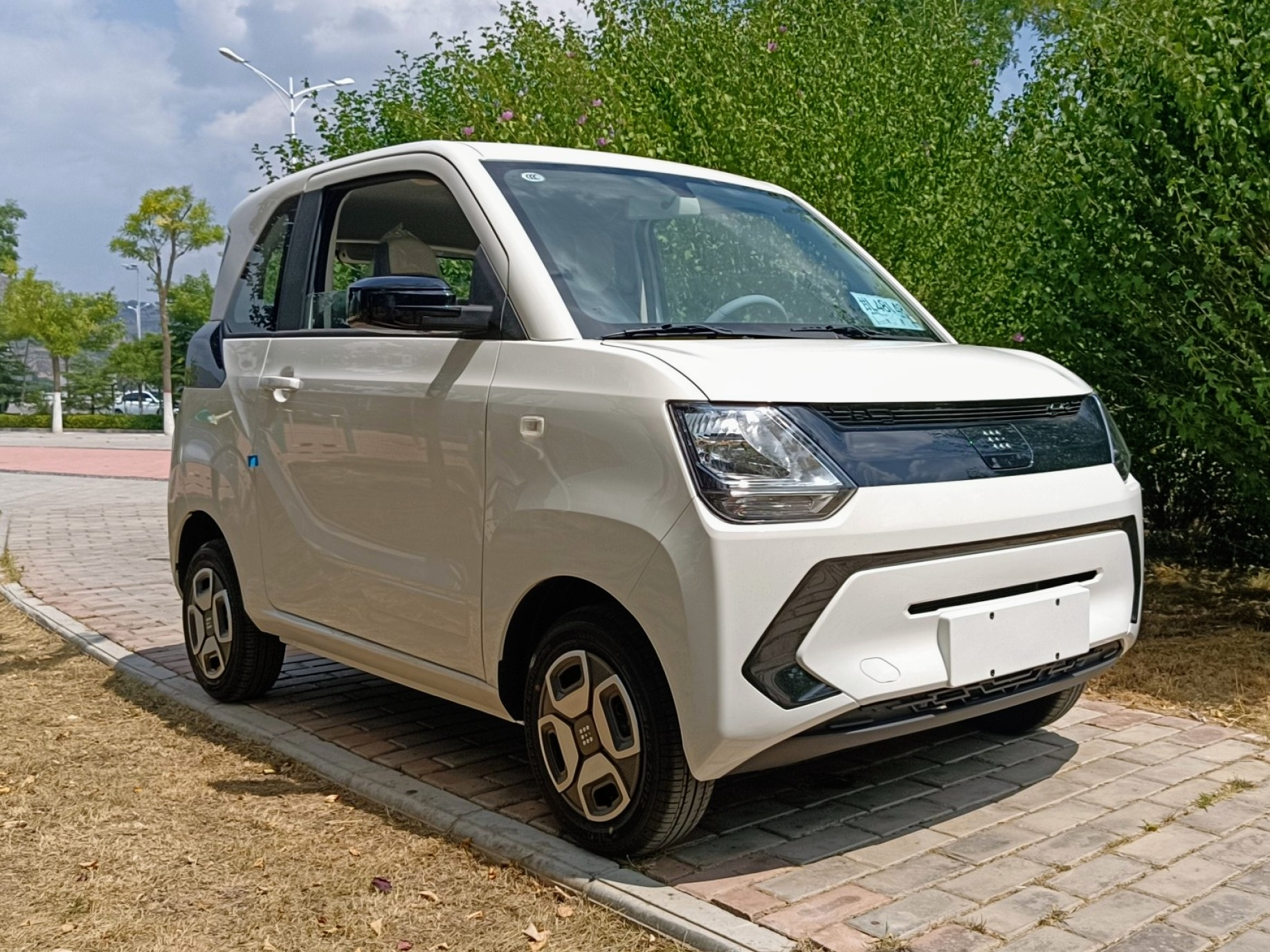
Fengon 330 (2014 – настоящее время), компактвэн  - Fengon ix7
  - Fengon ix5
  - Fengon 500
  - Fengon 580
  - Fengon S560
  - Fengon 380
  - Fengon 330
  - Fengon 330S
  - Fengon Mini EV

#### Модели, снятые с производства
- Fengon E1 (2020-2023), городской автомобиль
- Fengon 370 (2016-2020), компактвэн
- Fengon 360 (2015-2017), компактвэн
- Fengon 350 (2016-2020), компактвэн

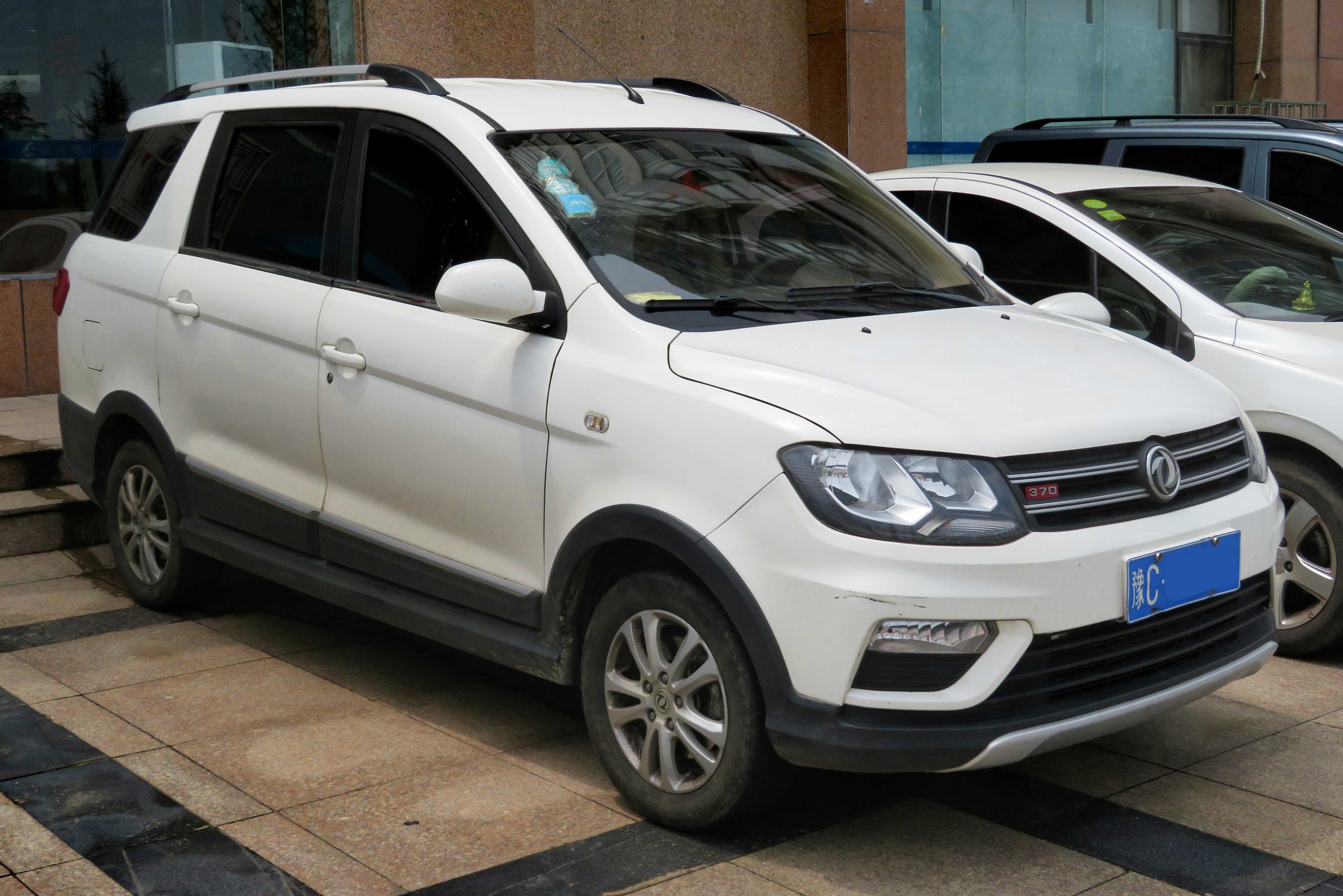
Fengon 370
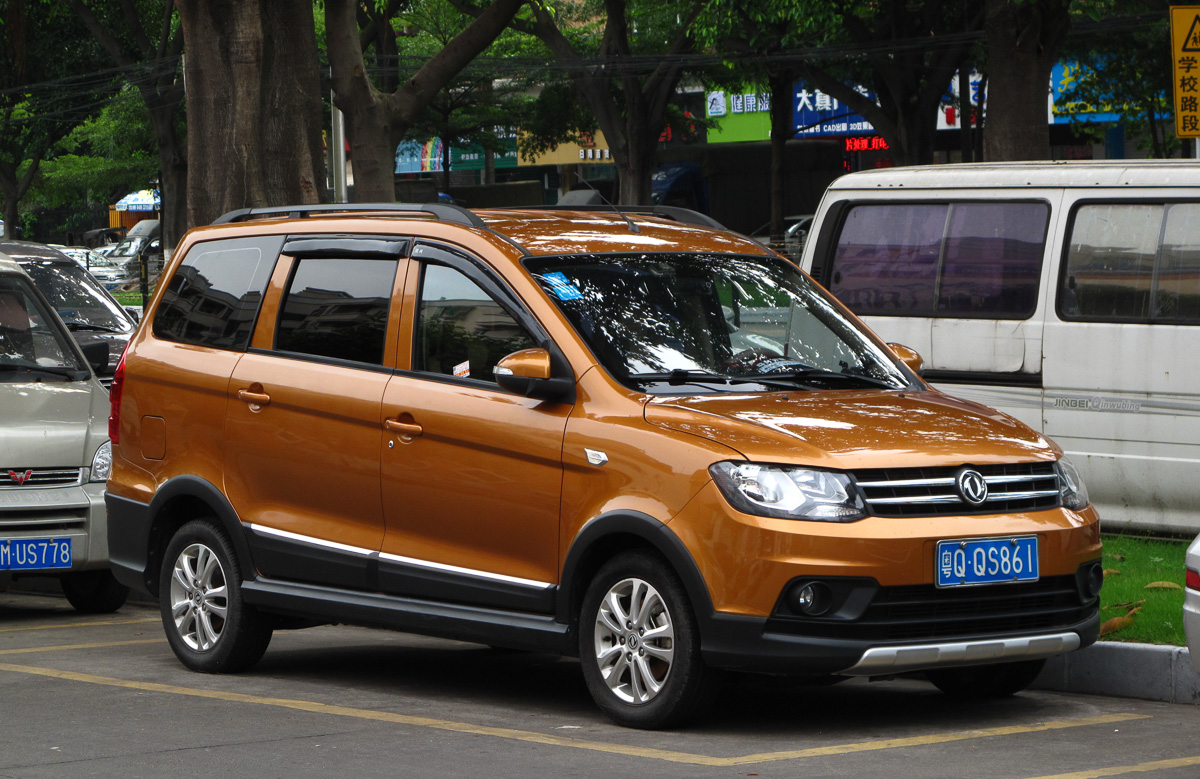
Fengon 360
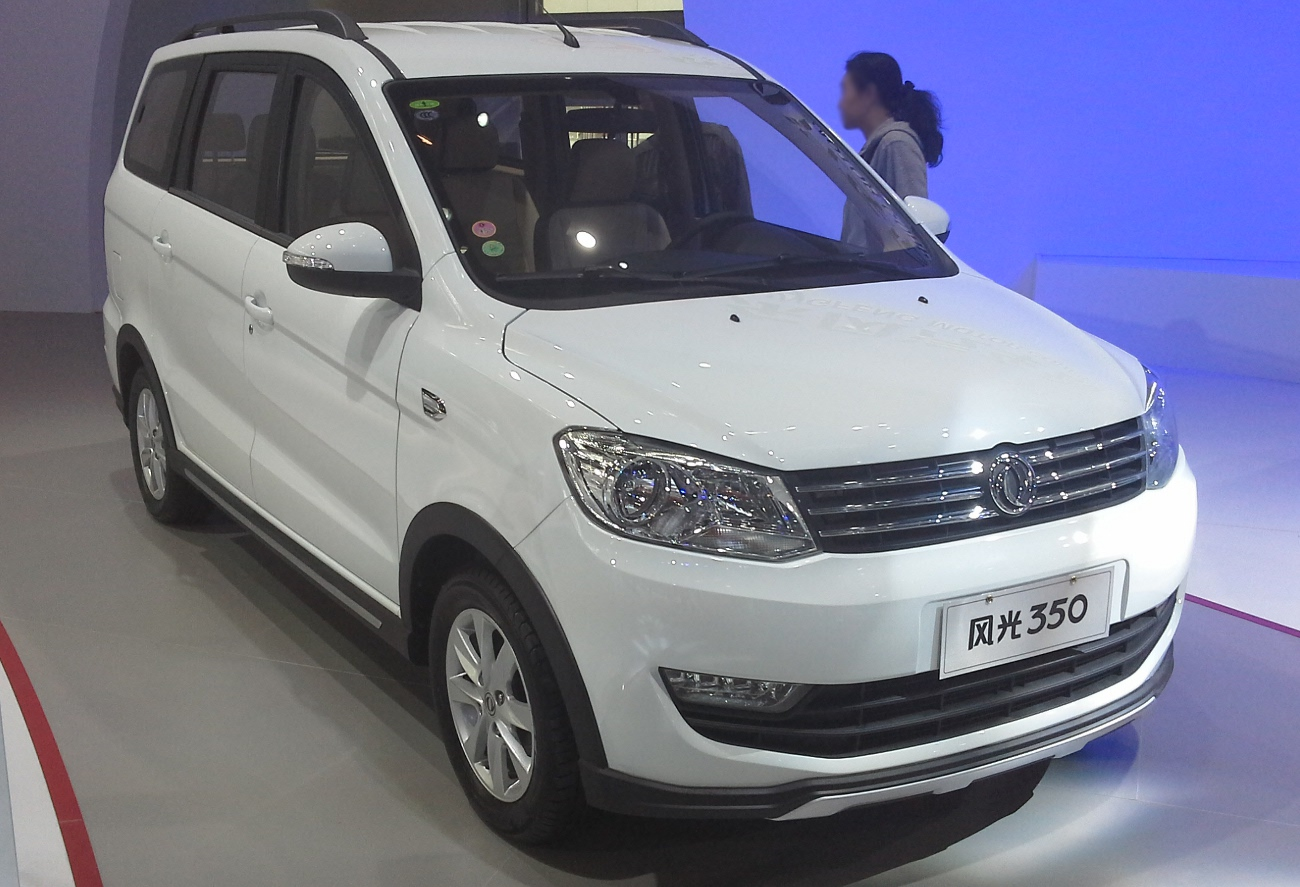
Fengon 350

### DFSK/Dongfeng Xiaokang (东风小康)
«DFSK» — это торговая марка компании Seres, производящей легкие коммерческие автомобили. В настоящее время доступны следующие продукты:
- C-Series
  - Sokon C37/C36
  - Sokon C31/C32
- K-Series
  - Sokon K05
  - Sokon K07
  - Sokon K09
  - Sokon K05S
  - Sokon K07S
  - Sokon K01/K02
- V-Series
  - Sokon V07S- микровэн
  - Sokon V21- пикап с одной кабиной
  - Sokon V22- Пикап для экипажа
  - Sokon V25- микровэн
  - Sokon V26- микровэн
  - Sokon V27- микровэн
  - Sokon V29- микровэн/пикап
- Ruichi (瑞驰) EV
  - EC35- фургон среднего размера
  - EC31- небольшой грузовик с закрытым кузовом
  - ED75- фургон среднего размера, созданный на основе реконструированной копии кузова Toyota HiAce.

|  |

## Внешние ссылки
- dfdongfeng.com.cn (кит.)
dfsk.com (англ.) — официальный сайт DFSK Motor